# Bayerischer Platz (metropolitana di Berlino)
La stazione di Bayerischer Platz è una stazione della metropolitana di Berlino, posta all'incrocio delle linee U4 e U7.
La stazione della linea U4 posta sotto tutela monumentale (Denkmalschutz).

## Storia
Il 3 febbraio 1945, pochi mesi prima della fine della seconda guerra mondiale, a causa di un bombardamento crollò gran parte del solaio della stazione, causando 63 vittime.
Dal 1967 al 1970, in occasione della costruzione della linea 7, venne eretto al centro della piazza un fabbricato d'ingresso alla stazione, su progetto di Rainer G. Rümmler. Esso venne demolito nel 2013 e sostituito da una nuova struttura di linee più moderne.

### Fonti
- (DE) Alexander Hoff e Frank Seehausen, U-Bahnhof Bayerischer Platz, in Adrian von Buttlar, Kerstin Wittmann-Englert e Gabi Dolff-Bonekämper (a cura di), Baukunst der Nachkriegsmoderne. Architekturführer Berlin 1949–1979, Berlino, Dietrich Reimer Verlag, 2013,  p. 273, ISBN 978-3-496-01486-7.

### Testi di approfondimento
- (DE) Bauverwaltung, 1969,  pp. 361-363.
- (DE) Bauwelt, 1971,  pp. 142 ss.